# Badinerie
Badinerie (skämt, lekfullhet), är ett vanligt förekommande begrepp som överskrift för franska danssviter från 1700-talet. 
Den mest kända är den eleganta melodin komponerad av Johann Sebastian Bach för hans orkestersvit No. 2 i h-moll. Denna var signaturmelodi för radioprogrammet Svar idag och användes av Nokia som ringsignal. 